# Deutscher Ausschuß für Technisches Schulwesen
Der Deutsche Ausschuß für Technisches Schulwesen (DATSCH) war eine 1908 vom Verein Deutscher Ingenieure und dem Verband Deutscher Maschinenbauanstalten gegründete privatrechtliche Vereinigung, die sich mit der Vereinheitlichung der industriellen Berufsausbildung befasste.

## Ziele
- Förderung des qualifizierten Facharbeiternachwuchses insbesondere in der Industrie
- Vereinheitlichung der industriellen Berufsausbildung
- Schaffung einheitlicher Berufsbezeichnungen und Berufsinhalte (Berufsordnungsarbeit)

## Ergebnisse
In Zusammenarbeit mit der deutschen Wirtschaft entwickelte der DATSCH Leitsätze, Richtlinien, Ausbildungsmittel in Form von Lehrgängen und Berufsbildungsplänen. Dazu wurden Betriebsbesichtigungen durchgeführt, die Ergebnisse mit Experten ausgewertet, diskutiert und in einer eigenen Monatszeitschrift (Technische Erziehung) publiziert.
Das Ordnungsprinzip bestand darin, die fachlichen Erkenntnisse der Betriebspraxis zu sammeln und zusammenzufassen, um sie für eine systematische Fortentwicklung der Berufserziehung generell nutzbar zu machen:
- 1911 erfolgte die erste vertikale Berufsdifferenzierung in: Facharbeiter, Angelernte und Hilfsarbeiter
- ab 1919 wurden erste Lehrgänge für die Metallindustrie entwickelt
- 1925 wurde das erste Berufsbild des Maschinenschlossers erarbeitet; bis 1945 waren Berufsbilder von ca. 500 Lehr- und Anlernberufen entworfen
- 1935 entwickelte der DATSCH einen Einheitslehrvertrag, der als Muster bald Einsatz im gesamten Deutschen Reich fand
- 1935 wurde der DATSCH beratendes pädagogisches Organ des Reichswirtschaftsministers in allen Fragen der Facharbeiterausbildung und des technischen Schulwesens
- 1937 folgte die Entwicklung von Berufseignungsanforderungen; etwa 100 Lehrberufe waren geordnet, 50 weitere in Bearbeitung
- 1939 änderte sich die Bezeichnung in Reichsinstitut für Berufsausbildung in Handel und Gewerbe
- 1941 erfolgte die zwangsweise Umwandlung in ein Gemeinschaftsorgan und die Eingliederung in die Deutsche Arbeitsfront.